# Košov
Košov je vesnice, část města Lomnice nad Popelkou v okrese Semily. Nachází se asi 2 km na jihozápad od Lomnice nad Popelkou. Na louce ve vsi pramení řeka Cidlina.
Košov je také název katastrálního území o rozloze 2,98 km². V katastrálním území Košov leží i Morcinov.

## Historie
První písemná zmínka o vesnici pochází z roku 1420.

## Pamětihodnosti
Jihozápadně od vesnice se na vrchu Kozlov dochovaly pozůstatky stejnojmenného hradu.